# ムーンダスト (the pillowsのアルバム)
『ムーンダスト』（MOONDUST）は日本のロックバンド、the pillowsの19枚目のアルバム。

## 概要
結成25周年を迎え、前作『TRIAL』から約1年間の活動休止を経て2年9か月ぶりに発売された。シングル「ハッピー・バースデー」とそのカップリング曲「都会のアリス」、シングル「About A Rock'n'Roll Band」を収録。

アルバム名は、青いカーネーション「ムーンダスト」とその花言葉「永遠」に由来している。ジャケットデザインもムーンダストが咲く荒野をライオンの雌雄が歩くものとなっている。

第三期のピロウズはオルタナティブ・ロックを軸に活動してきたが、山中のソロワークとしての側面が徐々に強くなっていたため、第四期ピロウズの1枚目となる本作ではメンバー全員が楽しめるものとしてよりロックンロール色の強いアルバムとなった。

収録曲「プレイリー・ライダー」「ハッピー・バースデー」「ムーンダスト」は活動休止期間中（2012年7月～2013年6月）に制作された曲であり、「Song for you」は古くから存在していた曲に新たに歌詞を乗せたものである。
また、収録曲「Break a time machine!」はTHE COLLECTORSの楽曲「僕の時間機械」を受け継いだ歌詞であると山中本人が語っている。

本作とそのアルバムツアーを最後に16年間サポートベーシストを務めた鈴木淳が離脱した。
また、オリジナルアルバムとしてはavex trax在籍時の最後のアルバムである（2016年にカップリング集アルバム『Across the metropolis』が発売）。

## 収録曲
作詞・作曲：山中さわお（全曲）
1. Clean Slate Revolution（3:09）
2. Break a time machine! （2:53）
3. 都会のアリス （3:25）
4. About A Rock'n'Roll Band （3:23）
5. プレイリー・ライダー （4:10）
6. ハッピー・バースデー （4:36）
7. アネモネ （5:02）
8. Song for you （2:23）
9. メッセージ （2:55）
10. ムーンダスト （5:33）
11. Ideal affection （2:35）

## DVD
1. ムーンダスト （MV）
2. Break a time machine! （MV）